# Estación de Montbard
La estación de Montbard es una estación ferroviaria francesa de la línea París - Marsella, situada en la comuna de Montbard, en el departamento de Côte-d'Or, en la región de Borgoña. Por ella transitan tanto trenes de alta velocidad como regionales.

## Historia
La estación fue inaugurada el 16 de septiembre de 1867 de la compañía de ferrocarriles de París a Lyon al Mediterráneo.
En 1938, la compañía fue absorbida por la recién creada SNCF. 
El 5 de octubre de 1962, las cercanías de la estación fueron el escenario de un grave accidente ferroviario. Un TEE Cisalpin que unía París con Milán chocó a 140km/h contra varios vagones de mercancías olvidados en plena vía. El accidento causó nueve muertos y once heridos. 
Desde 1997, explotación y titularidad se reparten entre la propia SNCF y la RFF.

## Descripción
La estación cuenta con dos andenes laterales y dos vías. Un paso subterráneo permite el cambio de andenes.
Dispone de atención comercial durante toda la semana y de máquinas expendedoras de billetes. 

## Servicios ferroviarios

### Alta Velocidad
En la estación se detienen los trenes TGV que cubren los siguientes trayectos:
- Línea París - Dijon.
- Línea Lille - Besançon.

### Regionales
Los TER Borgoña enlazan las siguientes ciudades:
- Línea París - Dijon.
- Línea Auxerre / Laroche-Migennes - Dijon / Les Laumes-Alésia.